# Коктал-Арасан
Коктал-Арасан (каз. Көктал-Арасан) — село в Панфиловском районе Жетысуской области Казахстана. Входит в состав Улкенагашского сельского округа. Код КАТО — 195653300.
В 3 км к северу находится Куарасанские минеральные воды.

## Население
В 1999 году население села составляло 289 человек (141 мужчина и 148 женщин). По данным переписи 2009 года, в селе проживали 283 человека (138 мужчин и 145 женщин).